# IC 2448
Nébuleuse planétaire
IC 2448 est une nébuleuse planétaire dans la constellation de la Carène.
- Ascension droite : 09h 06m 38s
- Déclinaison : -69° 44′
- Taille : 0,2' x 0,1'
- Magnitude : 11,5

Nébuleuse planétaire de très petite taille réservée à l'hémisphère sud.
La nébuleuse est située très au sud, près de la limite avec la constellation du Poisson volant, juste à côté de la brillante étoile Bêta de la Carène (Miaplacidus) de magnitude 1,8, ce qui explique qu'un télescope de 200 mm soit nécessaire pour cette nébuleuse.